# Лавальер, Луиза Франсуаза де
Луиза-Франсуаза де Ла Бом Ле Блан (фр. Louise-Françoise de La Baume Le Blanc, duchesse de la Vallière et de Vaujours; 6 августа 1644[…], Верна — 7 июня 1710, Париж) — герцогиня де Лавальер (правильнее де ла Вальер) и де Вожур, первая официальная фаворитка Людовика XIV.

## Жизнь
Луиза родилась 6 августа 1644 года во французском городе Туре в небогатой многодетной семье. С детства она любила лошадей, и эта любовь привела к тому, что в возрасте 11 лет она упала с лошади, сломала ногу и повредила позвоночник, поэтому всю жизнь прихрамывала. Этот физический недостаток сказывался и на её характере. Луиза росла кротким, молчаливым ребёнком, старалась держаться незаметно и уже тогда хотела уйти в монастырь.

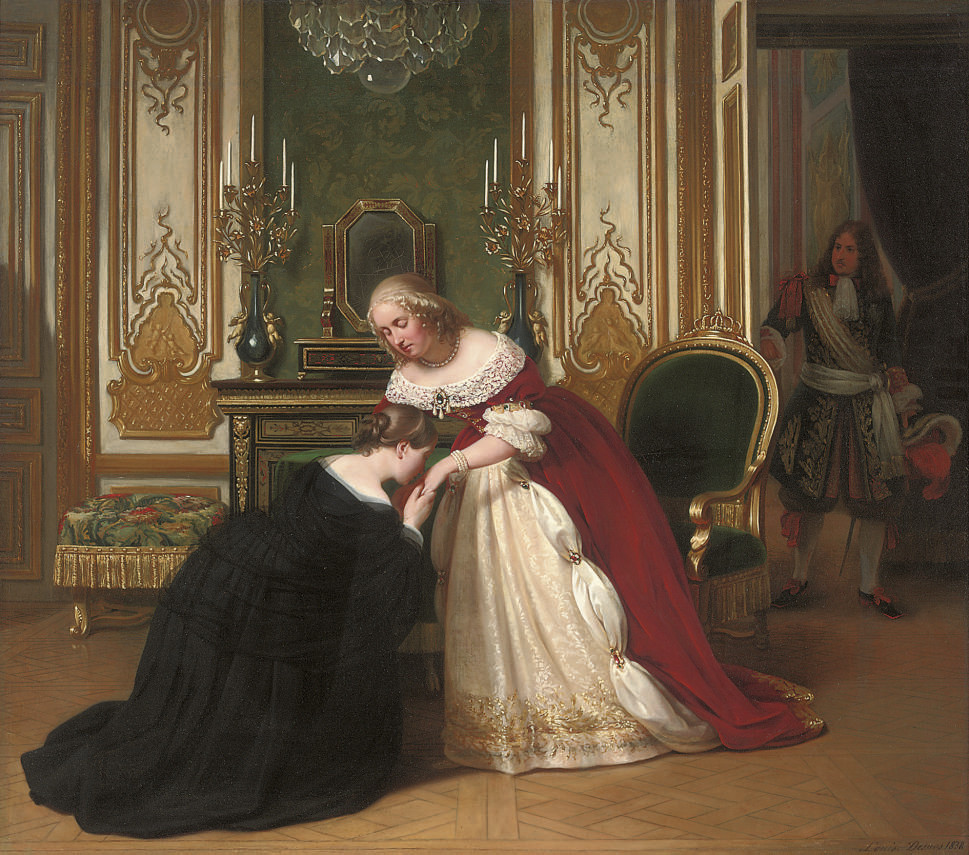
Деснос, Луиза-Аделаида. Мадам де Лавальер молит о прощении королеву перед отъездом в монастырь (1838)

Дальняя родственница герцогиня де Сен-Реми рекомендовала её королеве Анне Австрийской в качестве фрейлины к герцогине Орлеанской Генриетте Стюарт. Поступив на службу к герцогине, Луиза, по понятиям тех лет не отличавшаяся красотой, будучи худощавой и бледной, и имея на лице следы от оспы, сумела очаровать короля, большого любителя женщин, своей миловидностью и приветливым нравом. К тому же она получила хорошее образование, была умна и начитанна.
Короля покорила сказанная Лавальер фраза после их первой встречи: "Ах, если бы он не был королём!". Он верил, что она полюбила его не за титул. Людовик, очарованный прелестным созданием, начал писать ей нежные письма, дарить подарки и бриллианты. Благодаря Луизе ожил заброшенный со времён отца короля, Людовика XIII, Версаль, где теперь устраивались балы и пиры в честь возлюбленной монарха. В 1667 году Людовик возвёл в герцогство имения Вожурэ, два баронства (в Турени и Анжу) и подарил их Луизе в знак своего расположения. Чуть позже он сделал свою возлюбленную герцогиней и присвоил ей статус официальной фаворитки. Целомудрие де Лавальер было задето, теперь все знали о том, что она любовница короля. Луиза каялась за своё грехопадение, и при дворе её за это называли «святой».
Медленно король начинал охладевать к Луизе, в 1667 году её затмила новая фаворитка Людовика маркиза де Монтеспан. Решив поиздеваться над герцогиней де Лавальер, Людовик в 1669 году поместил Луизу и Франсуазу в смежные покои в Сен-Жерменском дворце, где обе женщины должны были создавать видимость дружеских отношений. А в 1673 году, когда у мадам де Монтеспан от короля родился четвёртый ребёнок, дочь Луиза Франсуаза, он заставил бывшую возлюбленную стать крёстной девочки. Не стерпев больше издевательств короля, в апреле 1675 года Луиза де Лавальер удалилась от французского двора и постриглась в монастырь кармелиток в предместье Сен-Жак под именем Луизы Сердобольной (Louise de la Miséricorde).
В монастыре она прожила 36 лет, поражая монахинь своей терпимостью и выносливостью. Когда 7 июня 1710 года Луиза скончалась, говорили, что тело её благоухало и было окружено ореолом.

## Дети

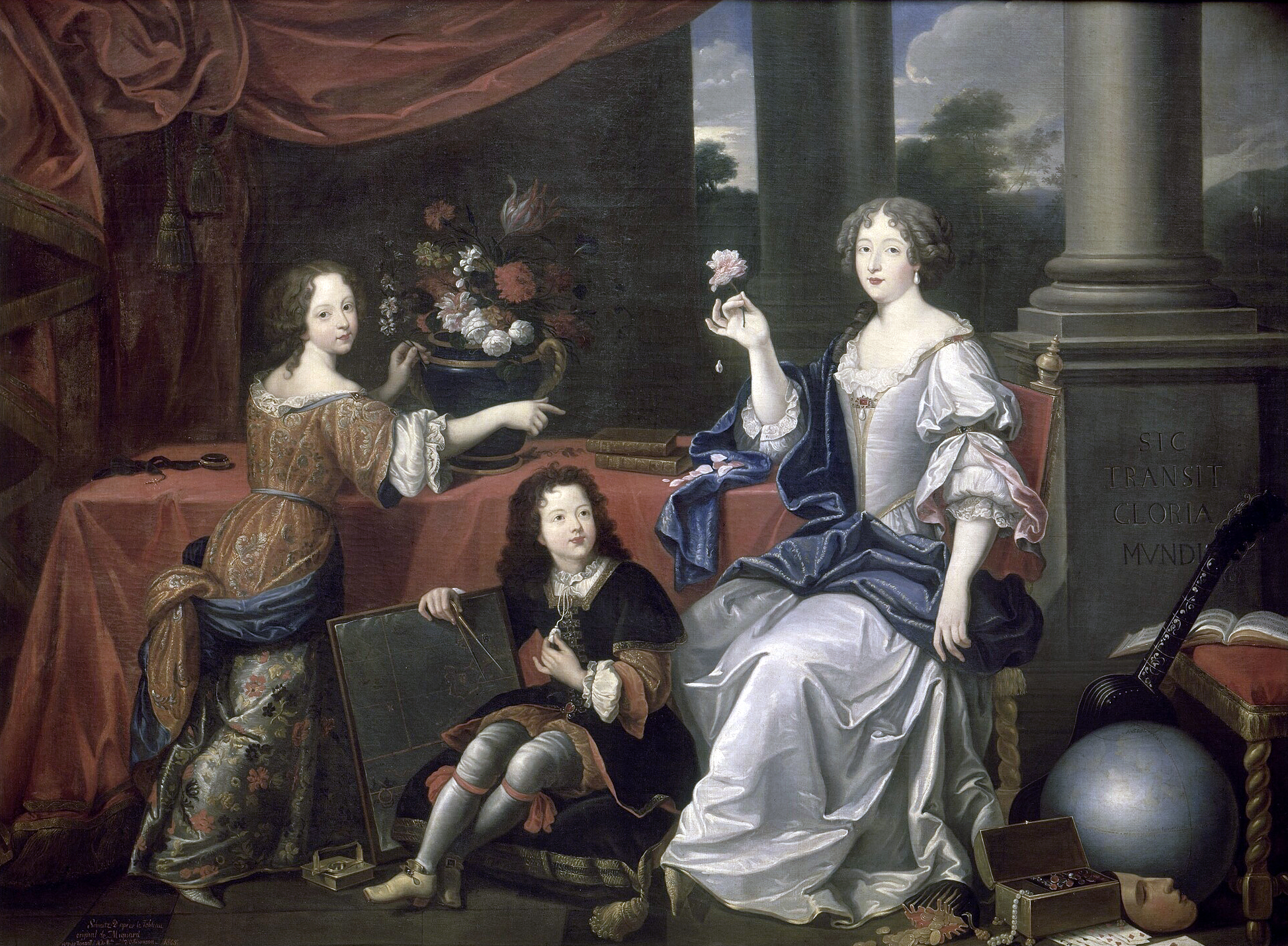
Пьер Миньяр. Луиза де Лавальер и её дети

От короля Луиза де Лавальер родила пятерых детей, из которых до зрелого возраста дожили двое:
- Шарль де Бурбон (19 декабря 1663 — 15 июля 1665);
- Филипп де Бурбон (7 января 1665 — 1666);
- Людовик (1665-1666)[7];
- Мария Анна де Бурбон (2 октября 1666 — 3 мая 1739) — мадемуазель де Блуа. В 1680 году вышла замуж за Луи Армана I де Бурбон-Конти, в 1685 году овдовела;
- Людовик де Бурбон (2 октября 1667 — 18 ноября 1683) — с 1669 года граф Вермандуа и адмирал Франции.

## Сочинения
- «Réflexions sur la miséricorde de Dieu» («Размышления о милосердии Бога», Париж, 1685).

## В современном искусстве
- Луиза де Лавальер носила широкий бант на шее, который с 1875 года стали называть лавальер[фр.] при изображении его на портретах[6].
- Сады мадемуазель де Лавальер[фр.]

### Художественная литература
- 1773 — «Lettre de la duchesse de La Vallière à Louis XIV, précédée d’un abrégé de sa vie» Адриен-Мишель-Гиацинта Блен де Сенмора.
- 1804 — исторический роман «La Duchesse de La Vallière» Фелисите де Жанлис.
- 1835 — Старосветские помещики. Портреты Петра III, Луизы Лавальер и какого-то архиерея висят в доме Товстогубов[8].
- 1847 — Луизе де Лавальер посвящено значительное место в романе Дюма «Виконт де Бражелон, или Десять лет спустя».
- 1938 — «Louise de La Vallière» Марсель Вью[фр.][9].
- 1956—1985 — Является одним из персонажей серии «Анжелика» Анн и Сержа Голон.

### Кино
- 1939 — «Человек в Железной маске» (США) режиссёра Джеймса Уэйла. — Марион Мартин.
- 1966 — «Захват власти Людовиком XIV» (Франция) режиссёра Роберто Росселлини. — Франсуаз Понти.
- 1973 — «Затерянный замок» / Le chateau perdu, (Франция) режиссёра Франсуа Шатель — Клод Жад.
- 1977 — «Человек в железной маске» (Великобритания, США) режиссёр Майк Ньюэлл. — Дженни Эгаттер.
- 1996 — «Путь короля» (Франция) режиссёра Нины Компанеец. — Фабьенн Трикотте.
- 2000 —«Ватель» (Франция), режиссёр	Роланд Джоффе, — Эмили Оана.
- 2009 — «Возвращение мушкетёров, или Сокровища кардинала Мазарини» (Россия) режиссёра Георгия Юнгвальд-Хилькевича. — Евгения Крюкова
- 2015—2018 — сериал «Версаль» (Канада, Франция). — Сара Уинтер.

### Анимационные фильмы
- 2004 — одна из главных героев в лайт-новелле Zero no Tsukaima за авторством Нобору Ямагути названа Луизой де Лавальер в честь персонажа Дюма.